# Kult Johnsona
Kult Johnsona – ruch religijny, który powstał na wyspie Nowy Hanower po kontakcie z amerykańskimi geodetami wojskowymi w 1963 roku. Centralnym elementem wierzeń jest przekonanie, że Ameryka to podziemny świat duchów – miejsce pobytu i reinkarnacji zmarłych przodków Lavongai, którzy w zaświatach przyjmują białą skórę. Wyznawcy łączą tradycyjne wierzenia z elementami chrześcijaństwa, m.in. wiarą w proroków, wizje, sny oraz millenaryzm, czyli oczekiwanie na nowy raj po zniszczeniu obecnego świata. Ważną rolę w tym systemie odgrywają legendy oraz postaci historyczne, np. Kiukiuvat – bohater Lavongai symbolicznie powiązany z niemiecką kolonizacją i postacią Hitlera.

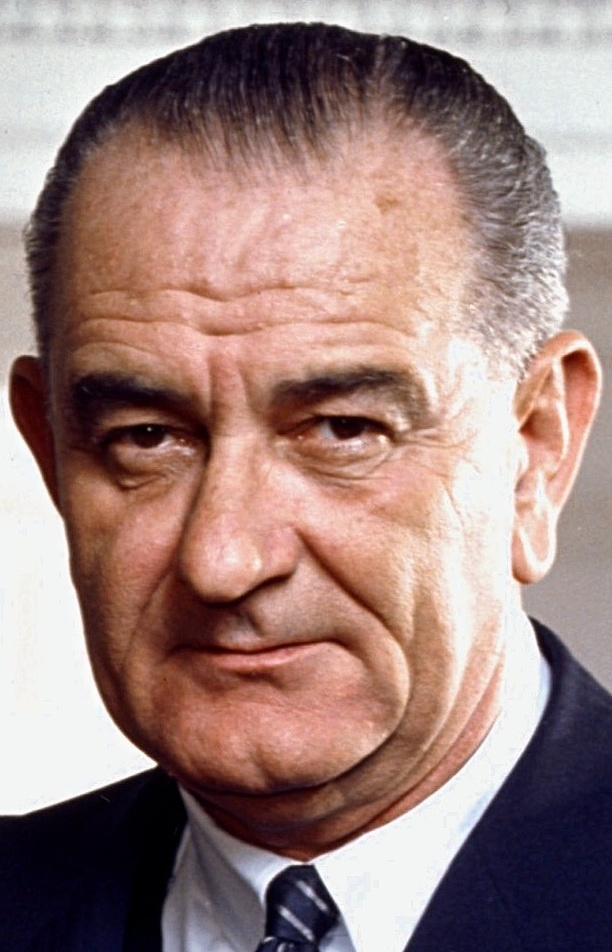
Lyndon B. Johnson (1964)

Pomimo mistycznych elementów, kult Johnsona stanowi przede wszystkim złożony i świadomy polityczny akt, który był jednocześnie wyrazem tożsamości, sprzeciwu wobec kolonializmu oraz nadziei na rozwój i modernizację. W 1964 roku mieszkańcy Nowego Hanoweru dokonali symbolicznego wyboru prezydenta Lyndona B. Johnsona jako swojego „Wielkiego Człowieka” i przywódcy . Akt ten traktowali jako uroczystą przysięgę (vava lima), zobowiązującą ich do uznania amerykańskiej władzy nad wyspą. Miało to zapewnić modernizację, rozwój technologiczny oraz przekaz nowoczesnej wiedzy, przy jednoczesnym zachowaniu tożsamości kulturowej Lavongai. Wyznawcy kultu Johnsona formalnie nie biorą udziału w krajowych ani lokalnych wyborach Papui-Nowej Gwinei, argumentując, że ich wyspa jest już pod amerykańskim panowaniem. Mimo to korzystają z państwowych usług zdrowotnych i edukacyjnych, co świadczy o ich pragmatycznym stosunku do realiów politycznych.
Choć ruch nazywany jest „kultem”, antropolog Dorothy Billings, która badała społeczność z bliska, wykazała, że nie był to typowy kult religijny. Brakowało mu cech charakterystycznych dla kultów cargo – nie posiadał rytuałów, proroków, świętych przedmiotów ani objawień. Był formą politycznego protestu i swoistej gry wymierzonej przeciw australijskim władzom kolonialnym, które przez lata zaniedbywały rozwój wyspy. Poprzez symboliczny wybór Johnsona mieszkańcy chcieli ośmieszyć i upokorzyć administrację australijską, wymuszając na niej większe wsparcie i rozwój. Ta polityczna gra wpisywała się w unikalną kulturę Nowego Hanoweru, gdzie publiczne wystąpienia, prowokacje i teatralne gesty są powszechnym narzędziem negocjacji oraz wyrażania sprzeciwu. Sposób działania tubylców był złożony i subtelny, co spowodowało, że zarówno australijscy administratorzy, jak i światowe media nie byli w stanie go zrozumieć, a zamiast tego powielali stereotypy o „prymitywnych” i „irracjonalnych” mieszkańcach wyspy .
W tradycji kultu ważne są symbole, takie jak metalowe tablice pozostawione przez amerykańskich geodetów czy dom w Pativung wyposażony w miniaturowe modele samolotów, które wyznawcy traktują jako znak gotowości na przybycie Ameryki. Pojawiały się też relacje o obecności amerykańskich żołnierzy patrolujących dżunglę, co budziło lęk mieszkańców. Dzieci odgrywały role duchów przodków, uczestnicząc w rozmowach i rytuałach związanych z obecnością Amerykanów. Organizacja Narodów Zjednoczonych w wierzeniach kultu pełni rolę pośrednika w wprowadzaniu nowego, millenarnego porządku, który ma doprowadzić do spełnienia marzeń o rajskim świecie.